# Estero Aucó
Estero Aucó är ett vattendrag i Chile.   Det ligger i regionen Región de Coquimbo, i den centrala delen av landet, 210 km norr om huvudstaden Santiago de Chile.
Omgivningarna runt Estero Aucó är i huvudsak ett öppet busklandskap. Runt Estero Aucó är det glesbefolkat, med 11 invånare per kvadratkilometer.